# Obsjtina Kazanlăk
Obsjtina Kazanlăk (bulgariska: Община Казанлък) är en kommun i Bulgarien.   Den ligger i regionen Stara Zagora, i den centrala delen av landet, 170 km öster om huvudstaden Sofia.
Obsjtina Kazanlăk delas in i:
- Buzovgrad
- Gorno Izvorovo
- Dolno Izvorovo
- Dunavtsi
- Enina
- Koprinka
- Krăn
- Kăntjevo
- Gorno Tjerkovisjte
- Ovosjtnik
- Rozovo
- Răzjena
- Chadzjidimitrovo
- Tjerganovo
- Sjejnovo
- Sjipka
- Jasenovo

Följande samhällen finns i Obsjtina Kazanlăk:
- Kazanlăk